# Eugeniusz Stanisławek
Eugeniusz Stanisławek (ur. 23 czerwca 1959) – polski karateka, 7 Dan karate kyokushin, działacz, trener i sędzia sportowy.

## Kariera zawodnicza
Przez szereg lat współpracował z Andrzejem Drewniakiem (VIII Dan).Czterokrotnie uczestniczył w Mistrzostwach Europy Karate Kyokushin w Kata – w Liechtensteinie, na Węgrzech, we Francji. W Mistrzostwach Polski Kata trzykrotnie zdobył brązowy medal oraz jeden raz srebrny.

## Kariera trenerska
Pełnił funkcję drugiego trenera kadry knockdown w stylu kyokushin, trenera kadry kata. Był organizatorem kilkudziesięciu zgrupowań, seminariów i zawodów, w tym Mistrzostw Polski. Wychował i wypromował 40 posiadaczy czarnych pasów – wielu z nich prowadzi własne dojo. Jego zawodnicy corocznie od 1994 przywożą z Mistrzostw Polski kyokushin knockdown i kata wiele medali, zdobywają również medale w Mistrzostwach Świata tego stylu.
W 1994 przystąpił do International Federation of Karate kierowanej przez Hanshi Steve Arneil 9 DAN. Był założycielem i wiceprezesem Polskiej Organizacji Karate Kyokushinkai IFK. Był wiceprzewodniczącym komisji rewizyjnej Polskiego Związku Karate. W marcu 2006 został poproszony przez grupę 10 Klubów o zostanie "Branch Chief" i przystąpienie do IKO Kyokushin Kai Kan Tezuka Group. W kwietniu 2006 otrzymał od Kancho Toru Tezuka (9 DAN) – certyfikat "Branch Representative" i założył Polish Kyokushinkai Tezuka Group. Przystąpił do nowej organizacji "ponieważ wartości i zasady prezentowane przez IKO Tezuka Group są kontynuacją drogi Mas Oyamy, a sam Kancho Toru Tezuka jest najbardziej reprezentatywnym kontynuatorem tej drogi". Miało to miejsce podczas zimowego seminarium w Borowicach w 2005 roku.

## Kariera sędziego sportowego
Jest sędzią międzynarodowym knockdown i kata. Sędziował Mistrzostwa Świata i Europy w Szwajcarii, Rosji, Niemczech, Wielkiej Brytanii, Polsce, Hiszpanii.